# 辛 (神话)

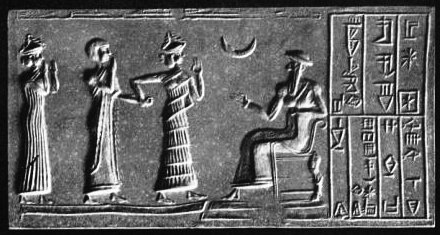
约公元前2100年，伊斯昆-辛的统治者恩西、哈沙麦尔在滚筒印章中的印象。坐者可能是乌尔-纳姆穆王，正授予哈沙麦尔（被前面的保护女神“拉姆”所牵者）总督之职。欣／南纳在此则显示为一轮月牙。

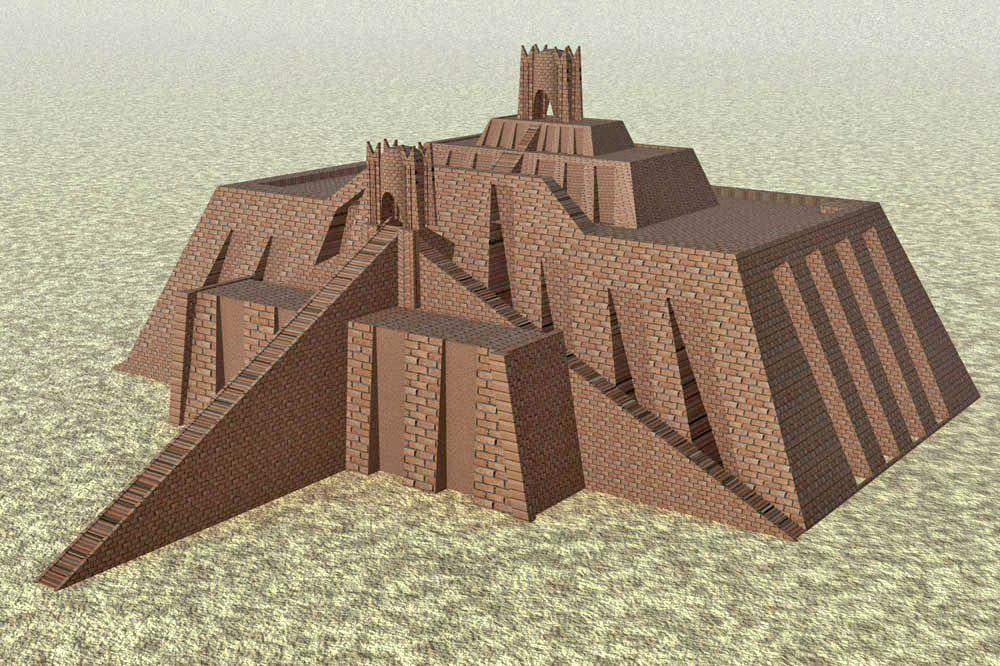
重建的鳥以大神塔，南纳的主聖殿，1939年伦纳德·伍利基于乌尔城考古发掘重建。

在美索不达米亚神话里，月神被称为辛，苏美尔人又称之为南纳。在神谱里，祂一般被解释为恩利勒和宁利勒的长子。南纳/辛的崇拜中心主要有二个，分别是位于美索不达米亚南部的乌尔城和北部的哈兰城。

## 名字
“南纳”之名的原意并不清楚。从乌尔和乌鲁克城发现的最早拼写是DLAK-32.NA”（其中“NA”可理解成声旁）。乌尔城的名称拼写是：“LAK-32.UNUGKI=URIM2KI”，它是从神名导出的，意指“南纳（LAK-32）的住所（UNUG），其中“UNUG”是“乌努克”，乌鲁克城的别称”。
早期苏美尔时期的标记“LAK-32”后缩写为“ŠEŠ”（“兄弟”的表意文字），古典苏美尔语的拼写是”DŠEŠ.KI“，读音为“na-an-na”（纳-安-纳）。“新月”的术词DU4.SAKAR”也可能指该神。后来，该名字按读音拼写为“DNANNA”（南纳）。
闪族月神“苏因／欣”是起源于苏美尔“南纳”一位的神，但在阿卡德帝国时期二者已产生融合和混同。偶尔，亚述语：“DNANNA-ar DSu'en-e”的写法是由于与阿卡德语“na-an-na-ru”（照明、灯）的关联，反映了月神的特质。亚述月神“苏因／欣”常被拼写为“DEN.ZU”或简单地用数字30，DXXX表示。

## 背景
他通常被看作是“智慧之主”恩祖（En-zu），在公元前2600年–公元前2400年期间，乌尔城很大程度较幼发拉底河谷地区的其它城邦更为兴盛，欣很自然被认为是神殿中最重要的主神。正是这一时期，发现了他大量的称号：“众神之父”、“众神之主”、“万物创造者”等等。 月神作为“智慧”的化身，同样体现在天文学知识或占星活动中，其中一个重要的活动就观察月相。
他的妻子是“大女主”宁伽勒（Ningal），给他生下了太阳神乌图／沙玛什（Utu/Shamash）和 伊南娜（金星女神）。欣／南纳和他的子女构成的三合一教义使得宇宙之权趋于集中。
欣长着青天色胡须，骑在一头长了翅膀的公牛背上。公牛是他的标志之一（他的父亲恩利勒被称为“天堂公牛”），并伴着一新月和三脚支架（可能是一盏灯台）标志。在滚筒印章中，代表他的符号是一长有下垂胡须的老头及一新月符号。在约公元前26世纪的乌尔第一王朝王陵中，所发现的竖琴就是用长着天青胡子的金牛头来装饰共鸣匣的。“欣”这一名称的楔形文字符也表示数字“三十”，大概是指一个太阴月（二个新月之间）的平均天数（准确数字是29.53天左右）。
一份重要的苏美尔文献（《恩利勒和宁利勒》） 讲述了恩利勒和宁利勒下冥界的故事，在那里，宁利勒生下了南纳／欣。恩利勒按照冥界之主的要求，创造三个冥神来替换南纳，此后南纳才获准飞升天空。该故事显示了一些与《因南娜下冥界》的相似之处。
据另一则故事说，南纳作为乌尔城的保护神，把一船礼物运往尼普尔，献给恩利勒，祈求父亲保佑乌尔的河流、山林和田野富饶丰产。恩利勒满足了儿子的要求。大约在很早时期就形成了“南纳船”的观念，即南纳乘船于夜间在天空漫游，白天躲进冥界。

## 崇拜圣地
南纳的主神庙在乌尔城的“埃基什努伽尔”（E-gish-shir-gal）-乌尔城女祭司所创角色“恩”（En）的名字，这一角色掌有极大权力，通常由乌尔城国王的长女担任，最著名的是阿卡德王萨尔贡的女儿恩西杜安娜（Enheduanna），负责对南纳/欣等神的祭祀。
欣也在亚述哈兰城也有一座圣殿，名为“E-khul-khul”（快乐之所）。月神的崇拜蔓延至其他中心，因此，在巴比伦和亚述所有大城市都发现了他的神庙。在特克特（Tektek）山中的苏玛塔·哈拉贝西（Sumatar Harabesi），离哈兰和埃德萨不远，发现了一座刻有叙利亚语铭文的欣的神庙，其年代可追溯至公元前二到三世纪。

## 在其它作品中
- 欣／南纳是雪洛琳·肯扬（英语：Sherrilyn Kenyon）的小说《恶魔哭泣》中的主要人物之一。

## 脚注
本条目包含来自公有领域出版物的文本: Chisholm, Hugh (编).  (第11版). London: Cambridge University Press. 1911.